# Gaspard le loup

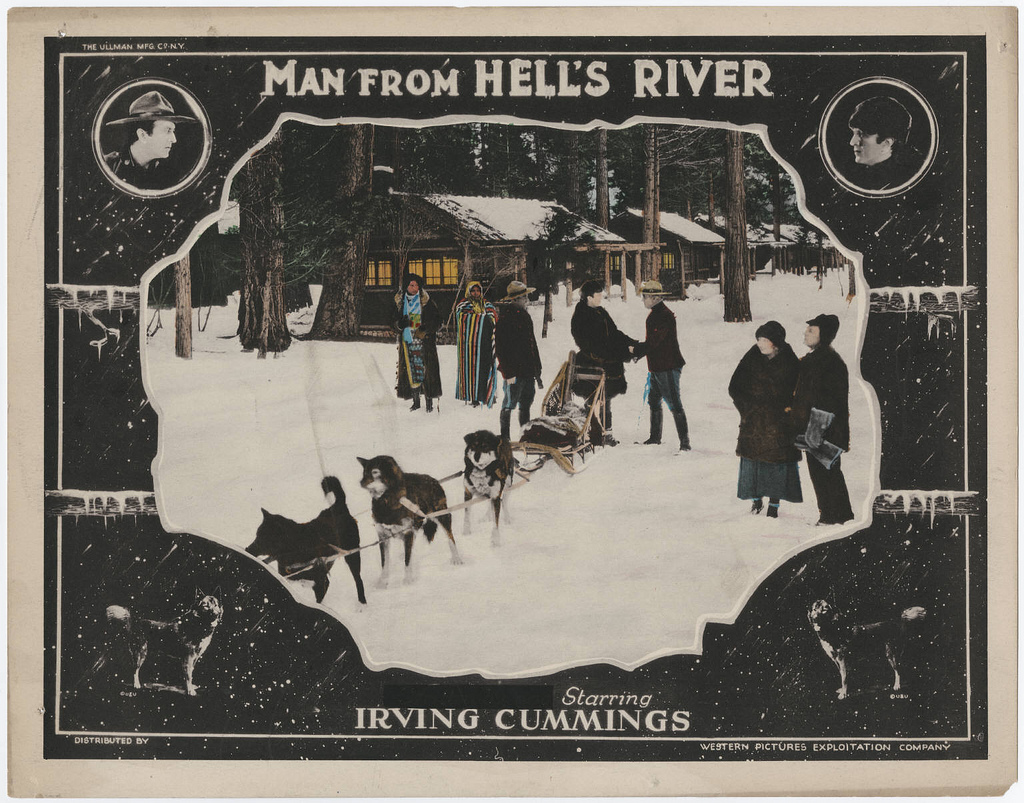
The Man from Hell's River

Gaspard le loup (titre original : The Man from Hell's River) est un film muet américain réalisé par Irving Cummings et sorti en 1922.

## Fiche technique
- Titre original : The Man from Hell's River
- Titre français : Gaspard le loup
- Réalisation : Irving Cummings
- Scénario : Irving Cummings, d'après le roman de James Oliver Curwood
- Photographie : Conrad Wells
- Producteur : Irving Cummings
- Pays de production :   États-Unis
- Date de sortie :
  - États-Unis : mai 1922

## Distribution
- Irving Cummings : Pierre de Barre
- Eva Novak : Mabella
- Wallace Beery : Gaspard, le Loup
- Frank Whitson : Sergent McKenna
- Robert Klein : Lopente
- William Herford : le Padre
- Rintintin

## À noter
- Il s'agit du premier film où apparut le célèbre chien Rintintin.